# 溫樂鍾
溫樂鍾（英語：Joan Wannop，其他譯名珍·溫納普，1830年—1878年）為大英循道会差会(Wesleyan Methodist Missionary Society)來華女傳教士和教育家，俾士牧師(Rev. George Piercy, 1829-1913)元配。

## 生平
溫樂鍾生於英國Nunnington，曾就學於倫敦威斯敏斯特師範學院(Wesleyan College, Westminster)，1853年抵達香港，與俾士牧師（Rev. George Piercy, 1829-1913）在香港聖約翰座堂舉行婚禮。
於1853年，溫樂鍾與俾士牧師在廣州南門外增沙為中國婦女創辦女學，並擔任校長，該所學校是中國第一所女子寄宿學校，第一批錄取女生十八名，專門訓練幼師人才，學校於1903年由梁美懿（Ms. Britton）繼任，取名廣州淑正學校，於1923年與循道公會怡和蓮女校(Elizabeth Primary Girls School)合併成佛山華英女子中學(Wa Ying Girl Middle School)，為今華英中學(Wa Ying College)的前身之一。
1862年，溫樂鍾創辦懿群女學塾。
1878年，溫樂鍾驟患肺結核在廣州辭世。

## 家庭
- 丈夫: 俾士牧師(Rev. George Piercy, 1829-1913)，英國循道公會首位來華傳教士，中華循道公會(今香港基督教循道衞理聯合教會的前身之一)創辦人，粵語白話文的聖經翻譯者，英裔中國教育家，與夫人溫樂鍾在中國興辦多所循道宗學校，為今華英中學的前身[13]。

與俾士牧師在中國產下三男二女，包括
- 約翰（John）
- 佐治·俾士（George Piercy, Jr.，1856-1941)：俾士牧師同名次子，後稱小俾士，英裔香港教育家，曾任拔萃男書院第二任校長近四十年，拔萃男書院及拔萃女書院的中文校名「拔萃」為俾士校長姓氏Piercy之吳語音譯[14]
- 愛德華（James Edward）
- 珍妮（Jane，夭折於繈褓）
- 安妮（Anne Frances）